# Maite Guardiola
María Teresa Guardiola Martil, conocida como Maite Guardiola, (Zaragoza, 1950) es una profesora de educación física y entrenadora de gimnasia rítmica española. Fue la primera ganadora del premio 'Mujer y Deporte 2010' y una de las impulsoras de la gimnasia rítmica en Zaragoza.

## Trayectoria
Guardiola nació en Zaragoza en 1950 y empezó su carrera como gimnasta a los siete años, debutando en el estadio de fútbol de Tarazona. Se licenció en Educación Física y fue profesora de la Universidad Laboral de Zaragoza y del Instituto de Enseñanza Secundaria Itaca.
En 1970, ya como entrenadora, consiguió que el equipo formado por jóvenes de catorce años ganara la medalla de plata en el Campeonato de España. En 1975, consiguió el título de entrenadora nacional y el de juez nacional de gimnasia.
Fue una de las fundadoras en 1976 de la Escuela de Gimnasia Rítmica de Zaragoza, a la que se le reconoció con la medalla al Mérito Gimnástico en 1980 por al trabajo en equipo y la innovación de su equipo técnico. También en 1980, Guardiola fue confundadora del Club Escuela Gimnasia Rítmica de Zaragoza (CEGRZ), el mayor de Aragón, y en 1984 de la Federación Aragonesa de Gimnasia Rítmica, institución de la que ejerció como presidenta entre 1988 y 1990.
En 1980, sus alumnas Ana Riranzo y María Jesús García Ceballos fueron campeonas de España en la categoría de alevín y segunda y en 1985, otras dos de sus alumnas, Marta Aberturas y Gemma Royo, se convirtieron en campeonas del mundo por equipos. También fue condecorada junto con todo el equipo de profesionales con la medalla al mérito en gimnasia. Guardiola fue quien descubrió a la gimnasta del equipo nacional Nancy Usero, que después ejerció como entrenadora de conjuntos.
Luchó para que la expresión corporal fuera incluida como contenido en la asignatura de educación física, con el fin de que fuera una factor que evitara la discriminación por género. A lo largo de su carrera buscó evolucionar el deporte femenino para conseguir la generalización de condiciones de igualdad.

## Reconocimientos
Guardiola fue reconocida en 1980 por la Real Federación Española de Gimnasia con la medalla al Mérito Gimnástico al trabajo en equipo por la innovación que supuso su equipo técnico, formado por entrenadoras, preparador físico, psicólogo, médico, profesoras de ballet y pianista. En 2006, fue nombrada socia de honor de la Escuela Club de Gimnasia Rítmica de Zaragoza por sus tres décadas de trayectoria impulsando la gimnasia rítmica en la ciudad de Zaragoza.
En 2010, Guardiola recibió el Premio Mujer y Deporte que reconoce a los deportistas, dirigentes y profesionales del deporte relevantes, otorgado por el Ayuntamiento de Zaragoza a través de Zaragoza Deporte Municipal en colaboración con el Consejo Superior de Deportes (CSD), convirtiéndose en la primera mujer en conseguir este galardón.